# Tetraleurodes simplicior
Tetraleurodes simplicior là một loài côn trùng cánh nửa trong họ Aleyrodidae, phân họ Aleyrodinae.
Tetraleurodes simplicior được Bink-Moenen miêu tả khoa học đầu tiên năm 1983.